# Mieczysław Bandurka
Mieczysław Piotr Bandurka (ur. 1 czerwca 1927 w Czeremoszni k. Żółkwi, zm. 17 czerwca 2003) – polski historyk, archiwista, polityk, poseł na Sejm PRL IX kadencji.

## Życiorys
Syn Aleksandra i Marii. W Żółkwi ukończył szkołę powszechną i w 1944 gimnazjum. W tym samym roku wraz z rodziną przeprowadził się do Zbydniowa. W 1947 uzyskał świadectwo dojrzałości w Liceum Humanistycznym w Stalowej Woli i rozpoczął studia historyczne i archiwalne na Wydziale Humanistycznym Uniwersytetu Łódzkiego, które ukończył w 1951, uzyskując tytuł magistra.
W 1967 obronił na UŁ pracę doktorską pod tytułem Walki chłopów okręgu łódzkiego w okresie rewolucji 1905–1907. W 1971 został samodzielnym pracownikiem naukowo-badawczym, a w 1973 docentem. 
W 1983 współorganizował Muzeum Oświaty Ziemi Łódzkiej, w którym był współautorem wielu wystaw. 
W 1996 uzyskał habilitację na Uniwersytecie Mikołaja Kopernika w Toruniu. Jego praca nosiła tytuł Zmiany administracyjne i terytorialne ziem województwa łódzkiego w XIX i XX wieku (wydana drukiem: Warszawa: PWN, 1974).
W latach 1949–1997 był pracownikiem Archiwum Państwowego w Łodzi.

### Działalność stowarzyszeniowa i związkowa
Od 1950 był członkiem Oddziału Łódzkiego Polskiego Towarzystwa Historycznego (od 1956 zasiadał w jego zarządzie, w latach 1987–1994 był wiceprzewodniczącym, we wrześniu 2000 został jego honorowym członkiem). Od 1958 należał też do Polskiego Towarzystwa Historii Medycyny, a od 1962 do Stowarzyszenia Archiwistów Polskich oraz Towarzystwa Przyjaciół Łodzi (w późniejszych latach pełnił funkcję jego wiceprzewodniczącego). Był także przez ponad 15 lat członkiem Komisji Historycznej Okręgu Łódzkiego Związku Nauczycielstwa Polskiego oraz przez ponad 10 lat przewodniczącym Komisji Archiwalnej Zarządu Głównego ZNP.
W 1987 został przyjęty do Łódzkiego Towarzystwa Naukowego.

### Działalność polityczna
W 1961 przystąpił do Stronnictwa Demokratycznego. Został później przewodniczącym Komisji Historycznej Komitetu Łódzkiego SD. Zasiadał w radzie wojewódzkiej PRON.
W 1985 uzyskał z ramienia SD mandat posła na Sejm PRL IX kadencji. Reprezentował okręg Łódź Śródmieście. Zasiadał w Komisji Administracji, Spraw Wewnętrznych i Wymiaru Sprawiedliwości, Komisji Edukacji Narodowej i Młodzieży oraz w Komisji Nadzwyczajnej do rozpatrzenia projektu ustawy Prawo o stowarzyszeniach oraz projektów ustaw dotyczących związków zawodowych.

### Śmierć i pogrzeb
Zmarł po długoletniej chorobie 17 czerwca 2003. Cztery dni później został pochowany na cmentarzu katolickim na Dołach w Łodzi.

## Nagrody i odznaczenia
W 1985 otrzymał Nagrodę Miasta Łodzi. Otrzymał też liczne odznaczenia państwowe i resortowe, m.in. Krzyż Kawalerski Orderu Odrodzenia Polski, Medal Komisji Edukacji Narodowej, a także Honorową Odznakę „Za zasługi dla archiwistyki”.